# Jonathan Ridgeon
Jonathan ("Jon") Peter Ridgeon, né le 14 février 1967 à Bury St Edmunds, Angleterre, est un athlète britannique spécialiste du 110 m haies.
Vainqueur en 13 s 46 des Championnats d'Europe junior 1985 devant son compatriote Colin Jackson, il décroche l'année suivante, en 13 s 91 derrière ce même Jackson, la médaille d'argent des premiers Championnats du monde d'athlétisme junior d'Athènes.
Il glane la médaille d'or de sa discipline à l'Universiade d'été de 1987 disputée à Zagreb.
Il obtient le meilleur résultat de sa carrière en prenant la 2e place des Championnats du monde de Rome, derrière l'Américain Greg Foster. 
Il est finaliste olympique aux Jeux de Séoul en 1988 en terminant la course à la 5ème place en 13 s 52. 
Handicapé par de nombreuses blessures durant plusieurs années, le Britannique fait son retour à la compétition en 1992 sur 400 m haies, avant de mettre un terme définitif à sa carrière sportive.
En 2018, Ridgeon est nommé directeur général de l'Association internationale des fédérations d'athlétisme (IAAF).

## Palmarès
- Jeux mondiaux en salle 1985 à Paris :
  -  Médaille de bronze du 60 m haie
- Championnats du monde de 1987 à Rome : 
  -  Médaille d'argent du 110 m haies